# IC 311
IC 311 ist eine leuchtschwache Galaxie vom Hubble-Typ Sb? pec im Sternbild Perseus am Nordsternhimmel. Sie ist schätzungsweise 195 Millionen Lichtjahre von der Milchstraße entfernt, hat einen Durchmesser von etwa 50.000 Lichtjahren und gilt als Mitglied des Perseus-Haufens Abell 426.

Im selben Himmelsareal befinden sich u. a. die Galaxien IC 308 und IC 309.
Das Objekt wurde am 10. Oktober 1888 vom französischen Astronomen Lewis Swift entdeckt.